# Thomas St. Lawrence (giudice)
Thomas St. Lawrence, chiamato anche Thomas Howth (1480 – 1553), è stato un giudice irlandese. Ha ricoperto le cariche di procuratore generale per l'Irlanda e giudice della Corte di King's Bench ed è stato membro del Consiglio privato d'Irlanda. Ricordato principalmente per i suoi sforzi per salvare la vita di John Alen, arcivescovo di Dublino, che fu assassinato durante la ribellione di Silken Thomas. Fu anche noto per la sua opposizione alla Riforma. Quest'ultima posizione portò ad un aspro scontro con il principale riformatore protestante John Bale, vescovo di Ossory. I St Lawrence erano una famiglia di baroni e successivamente conti di Howth, da cui prende suo nome alternativo Thomas Howth.

## Biografia
Era uno dei figli minori di Robert St Lawrence, 3º barone Howth. La sua data di nascita e l'identità di sua madre non sono certe. Suo fratello Nicholas St Lawrence, 4º barone Howth, figlio della prima moglie del padre, Alice White, nacque intorno al 1460; ma Tommaso, che era ancora uno studente nel 1503 abbastanza forte e sano per intraprendere un lungo viaggio nel 1553, doveva essere notevolmente più giovane. Elrington Ball ha quindi probabilmente ragione nel sostenere che Thomas fosse uno dei figli del 3º barone nati dal suo secondo matrimonio con Joan Beaufort, figlia di Edmund Beaufort, 2º duca di Somerset, avvenuto nel 1478. Ciò significa che la nascita di Thomas sarebbe avvenuta intorno al 1480. Joan era una parente stretta del re Enrico VII da parte di madre, e ciò, se Thomas fosse effettivamente suo figlio, aiuterebbe a spiegare la sua ascesa a un'alta carica politica, poiché il re era sempre benevolo nei confronti della famiglia di sua madre.
Entrò nel Lincoln's Inn nel 1503 e nel 1515 ne era ancora un membro. Era tornato dall'Irlanda nel 1522 quando era garante di Gerald FitzGerald, 9º conte di Kildare, sospettato di incitamento alla ribellione. Fu nominato procuratore generale per l'Irlanda nel 1532 e secondo giudice della Corte di King's Bench nel 1535; fu anche Chief Remembrancer dello Scacchiere d'Irlanda . Gli fu assegnato un seggio nell'Irish Privy Council, un onore insolito per un giudice relativamente giovane, e ciò suggerisce che fosse tenuto in grande considerazione dalla Corona. Sposò la vedova Margaret Holywood di Artane e fu tutore del figliastro, il giovane erede di Holywood, Nicholas. Viveva al castello di Artane quando nel 1534 scoppiò la ribellione di Silken Thomas: la causa della ribellione fu la falsa notizia che il padre di Silken Thomas, il nono conte di Kildare, era stato giustiziato.
Kildare e Alen erano da lungo in cattivi rapporti quando la voce della morte di Kildare raggiunse l'Irlanda. Alen fu accusato di aver organizzato il suo omicidio (accusa falsa poiché il conte era morto per cause naturali). Temendo per la sua vita, l'arcivescovo tentò di fuggire in Inghilterra, ma la sua barca si arenò a Clontarf. Cercò rifugio nel castello di Artane, forse perché St. Lawrence era un suo amico, o semplicemente perché era il rifugio più vicino che riuscì a trovare, non è chiaro. St. Lawrence lo accolse volentieri, ma fu scoperto dove si trovava e fu catturato. Fu portato davanti a Silken Thomas che diede un ambiguo ordine in lingua irlandese Beir uaim an bodach ("porta via questo tizio"). Dopodiché i suoi servitori, John Teeling e Nicholas Wafer, uccisero l'arcivescovo. Non è mai stato chiaro se Silken Thomas intendesse far uccidere Alen; ma nessun danno nuocette St. Lawrence per averlo protetto. St. Lawrence fece parte degli incaricati in seguito di reprimere la ribellione.
Era contrario alla Riforma, ma come molti della nobiltà anglo-irlandese, alla fine fu persuaso dai vantaggi che sarebbero derivati dalla soppressione dei monasteri e fece parte della commissione per la loro soppressione nel 1541. Fu uno dei locatari originari del King's Inn e firmò la petizione per il titolo della proprietà da trasferire ai locatari nel 1542. Si dimise come Remembrancer nel 1544 e ricevette una pensione per i suoi servizi, ma rimase nel Privy Council. Ricevette i ringraziamenti dal governo di Edoardo VI per il suo servizio fedele e diligente nel 1547.
Il suo buon servizio alla Corona non si estendeva al sostegno della Chiesa d'Irlanda, e alla morte di re Edoardo VI colse l'occasione per minare l'autorità dei vescovi irlandesi del defunto re. In particolare attaccò John Bale, vescovo di Ossory, che era uno scrittore talentoso e conosciuto ma un individuo eccezionalmente litigioso, che fu soprannominato "bilious Bale". Nonostante la sua età avanzata, St. Lawrence si recò a Kilkenny per esortare il pubblico a escludere Bale dall'incarico e a tornare alla fede cattolica romana. La sua iniziativa ebbe successo e Bale lasciò presto l'Irlanda. Thomas St Lawrence morì pochi mesi dopo.
Lui e sua moglie Margaret ebbero una figlia, chiamata anche Margaret, che sposò William Bermingham, figlio del suo collega Patrick Bermingham, dal quale ebbe otto figli, tra cui Patrick, il primogenito ed erede.